# Camille Ghazala
Camille Samy Kamil Emil Josuf Suleiman Ghazala Bey, född 18 juli 1900 i Tripoli, Osmanska riket, död 21 januari 1963 i Stockholm, var en irakisk-svensk agronom, ingenjör och generalkonsul.

## Biografi

### Bakgrund
Camille Ghazala föddes i Tripoli i nuvarande Libyen. Han studerade agronomi och ingenjörsvetenskap i Istanbul, Teheran och Paris och promoverades till doktor. Ghazala talade åtta språk flytande bland annat arabiska, persiska och turkiska. 1931 invandrade han till Sverige från Basra i Irak.

### Karriär
Ghazala var från 1932 herre till Kylebergs säteri i Östergötland. 1945 sålde han herrgården till grevinnan Olena Cronstedts dödsbo för en miljon kronor och den har sen dess ärvts vidare inom den grevliga ätten Cronstedt. 1938 blev Ghazala chef för Iraks konsulat i Stockholm. 1955 fick han erkännande av Kungl. Maj:t för att verka som generalkonsul i Sverige. Han förblev på positionen fram till sin död i januari 1963. Ghazala var även styresman för Iraks statliga lantbruksanstalt.

## Familj
Camille Ghazala var son till läkaren Suleiman Ghazala och Sofie Kroumi samt bror till operasångerskan Isobel Ghasal. Han var gift flera gånger och från 1932 med Birgitta Månsson fram till hennes död 1934. 1936 gifte han om sig med friherrinnan Birgit von Otter. Ghazala fick sammanlagt fem barn. Han avled 1963 på Sophiahemmet i Stockholm.